# Massimo Colaci
Massimo Colaci, né le 21 février 1985 à Gagliano del Capo en Italie, est un joueur italien de volley-ball. Il mesure 1,80 m et joue libero.

## Clubs
| Club                    | De        | À         |
| ----------------------- | --------- | --------- |
| Pallavolo Falchi Ugento | 2005-2006 | 2006-2007 |
| Volley Corigliano       | 2007-2008 | 2007-2008 |
| Blu Volley Vérone       | 2008-2009 | 2009-2010 |
| Trentino Volley         | 2010-2011 | ...       |

## Palmarès
- Championnat du monde des clubs (2)
  - Vainqueur : 2011, 2012
- Ligue des champions (1)
  - Vainqueur : 2011
- Championnat d'Italie (2)
  - Vainqueur : 2011, 2013
  - Finaliste : 2012
- Coupe d'Italie (2)
  - Vainqueur : 2012, 2013
  - Finaliste : 2011
- Supercoupe d'Italie (2)
  - Vainqueur : 2011, 2013
  - Finaliste : 2010, 2012